# Rachowitz

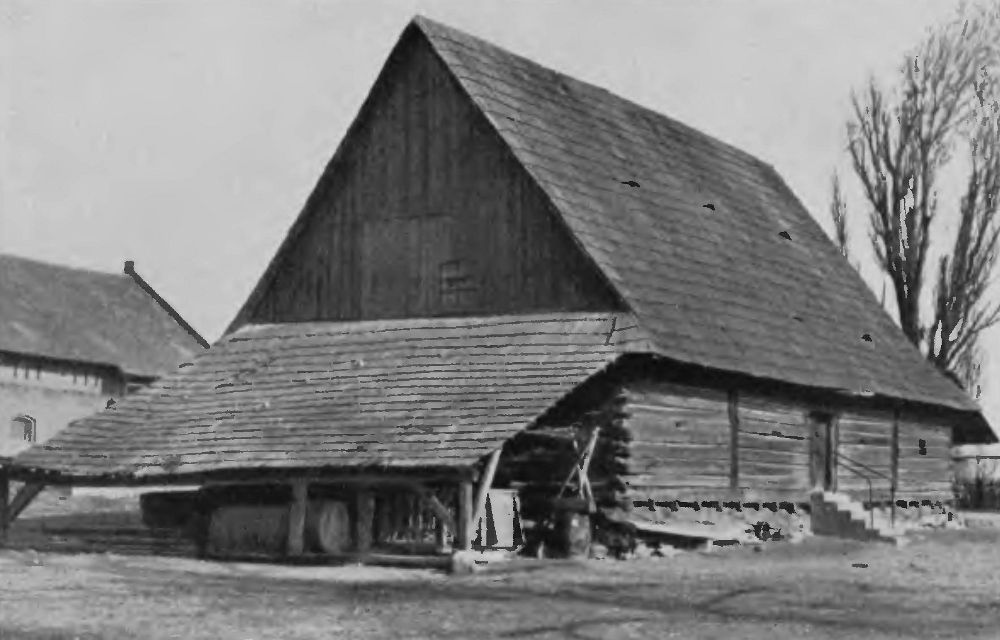
Historisches Bild des Dominialspeichers

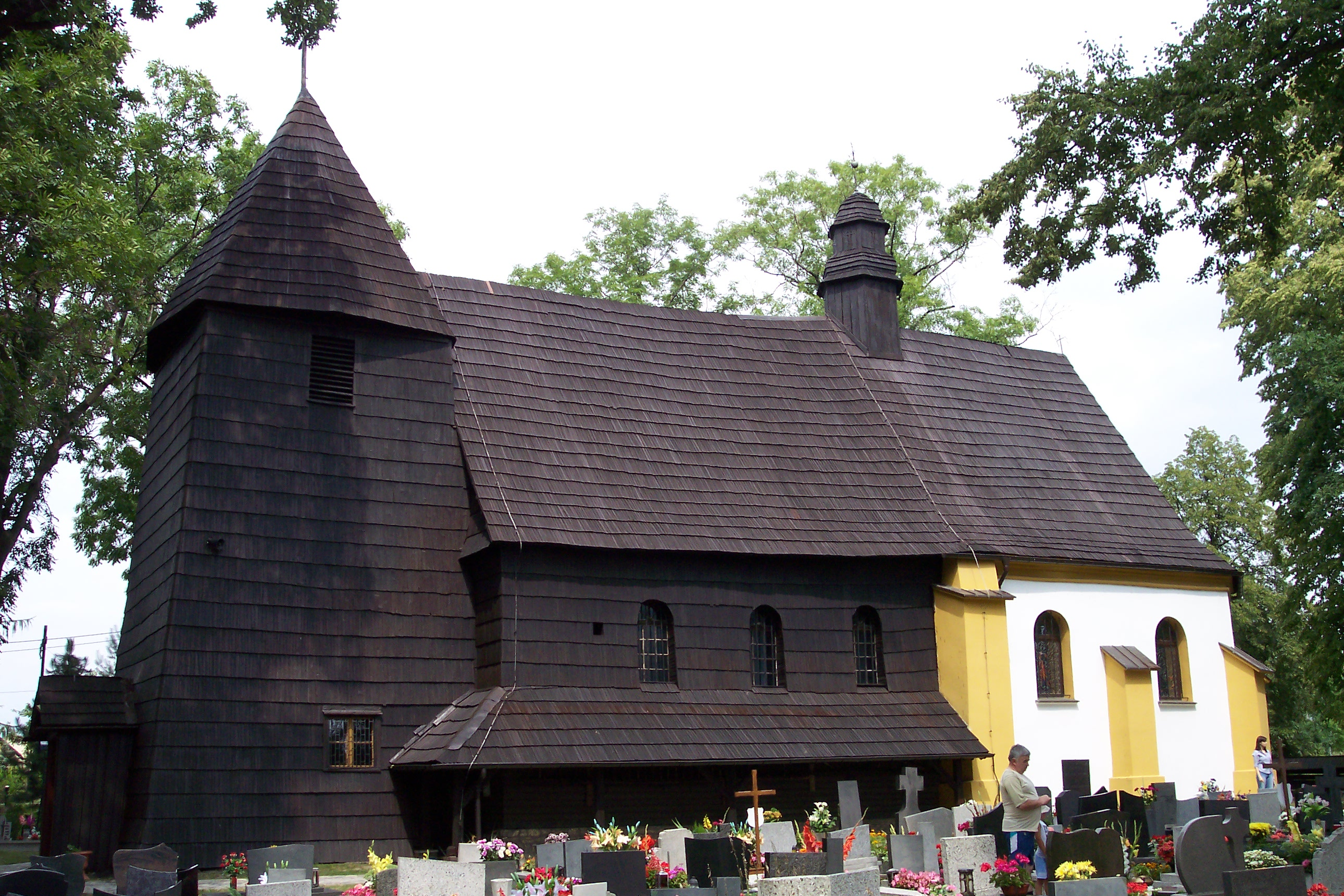
Die Trinitatiskirche

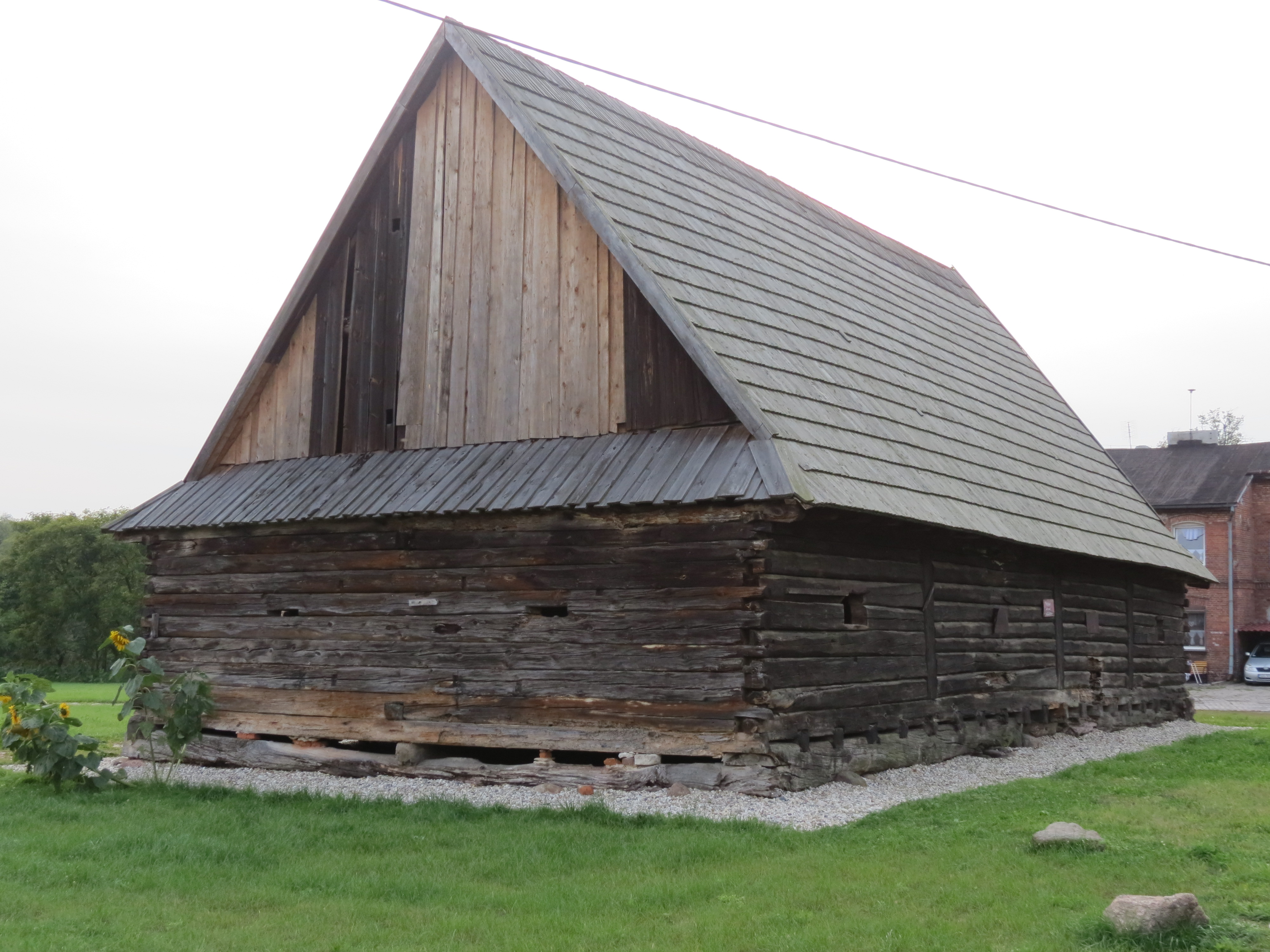
Der Dominialspeicher

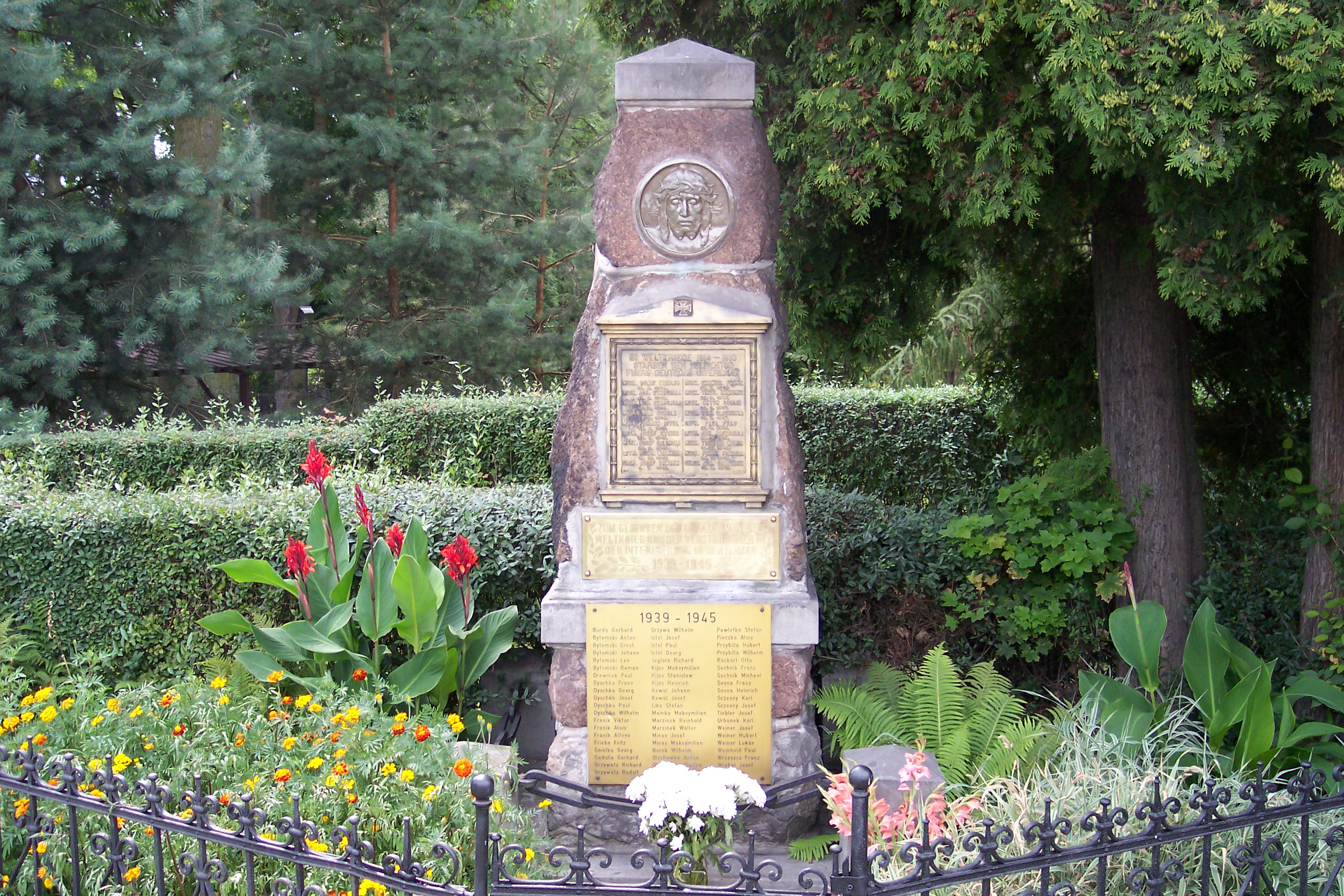
Das Gefallenendenkmal

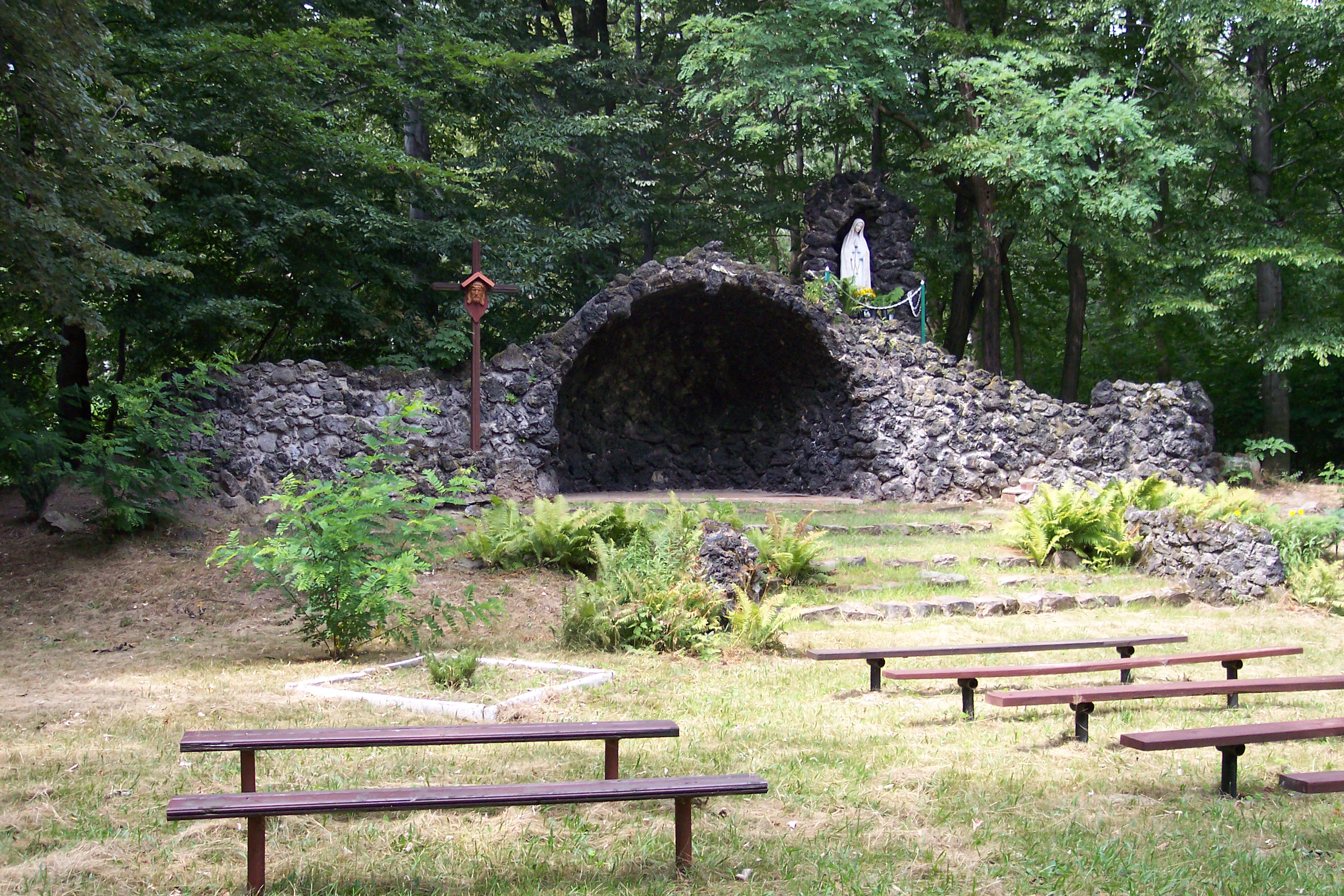
Lourdesgrotte

Rachowitz (1936–1945 Buchenlust), polnisch Rachowice, ist eine Ortschaft in Oberschlesien. Sie liegt in der Gemeinde Kieferstädtel im Powiat Gliwicki (Landkreis Gleiwitz) in der Woiwodschaft Schlesien.

## Geografie
Rachowitz liegt rund vier Kilometer westlich vom Gemeindesitz Kieferstädtel, 14 Kilometer westlich von der Kreisstadt Gliwice (Gleiwitz) und 37 Kilometer nordwestlich von der Woiwodschaftshauptstadt Katowice (Kattowitz).

## Geschichte
Der Ort entstand in der zweiten Hälfte des 13. Jahrhunderts. 1295–1305 wurde der Ort im Liber fundationis episcopatus Vratislaviensis (Zehntregister des Bistums Breslau) urkundlich als „Rachowitz“ erwähnt.
1571 ging der Ort in den Besitz der Familie von Larisch über, 1602 erwarb Orzeski von Syrin den Ort. Der Ort wurde 1783 im Buch Beytrage zur Beschreibung von Schlesien als Rachowi(t)z erwähnt, lag im Landkreis Tost und hatte 204 Einwohner, ein Vorwerk mit dem Namen Poremba, 13 Bauern, 14 Gärtner, eine katholische Kirche, eine katholische Schule und eine Mühle. 1818 wurde der Ort als Rachowitz erwähnt. 1865 bestand Rachowitz aus einem Kirchdorf und einem Gutsbezirk mit Dominialvorwerk. Das Dorf hatte zu diesem Zeitpunkt neun Bauernstellen, zwölf Gärtnerstellen, fünf Viertelbauernstellen, zwei Halbbauernstellen und 20 Häuslerstellen. Ferner gab es einen Kretschmer (Gastwirt), zwei Schmieden, einen Tischler, einen Stellmacher, einen Böttcher, zwei Weber, zwei Zimmerleute, einen Sattler, einen Schuhflicker, einen Müller und eine einklassige Schule mit 96 Schülern.
Im frühen 20. Jahrhundert befand sich in Rachowitz ein Kindererholungsheim. Bei der Volksabstimmung in Oberschlesien am 20. März 1921 stimmten 109 Wahlberechtigte für einen Verbleib Oberschlesiens bei Deutschland und 251 für eine Zugehörigkeit zu Polen. Rachowitz verblieb beim Deutschen Reich. Am 12. Februar 1936 wurde der Ort im Zuge einer Welle von Ortsumbenennungen der NS-Zeit in Buchenlust umbenannt. Im Zweiten Weltkrieg bestand bei Buchenlust das Kriegsgefangenenlager/Kommando E149, in dem die Gefangenen Forstarbeiten leisten mussten. Beim Einmarsch der Roten Armee steckten diese das Pfarrhaus in Brand. Bis 1945 befand sich der Ort im Landkreis Tost-Gleiwitz.
1945 kam der bis dahin deutsche Ort unter polnische Verwaltung und wurde anschließend der Woiwodschaft Schlesien angeschlossen und ins polnische Rachowice umbenannt. 1950 kam der Ort zur Woiwodschaft Kattowitz. 1999 kam der Ort zum wiedergegründeten Powiat Gliwicki und zur neuen Woiwodschaft Schlesien.

## Sehenswürdigkeiten
- Die römisch-katholische Trinitatiskirche aus Schrotholz und Mauerwerk. Sakristei und Chor aus dem 15. Und 16. Jahrhundert im gotischen Stil. Hölzerner Glockenturm. Barocke Innenausstattung.
- Wegkapelle aus dem 19. Jahrhundert
- Denkmal für den deutschen Arzt, Naturforscher und Volkskundler Julius Roger an seinem Sterbeort im Wald. Das Denkmal ließ Herzog Viktor I. von Ratibor zum Gedenken Rogers errichten.
- Gefallenendenkmal für die Gefallenen des Ersten und Zweiten Weltkriegs
- Barocke Skulptur des heiligen Johannes Nepomuk aus dem 18. Jahrhundert
- Skulptur eines Heiligen
- Marienskulptur
- Wegkreuze
- Dominialspeicher aus Schrotholz aus der ersten Hälfte des 19. Jahrhunderts
- Eine hölzerne Grotte
- Mariengrotte aus Stein bzw. Lourdesgrotte mit Marienfigur und Altar
- Ein Bildstock
- Mehrere imposante Bäume mit großem Umfang, darunter Eichen und Linden

## Bildung
- Eine Grundschule

## Vereine
- Ortsgruppe des DFK Schlesien
- Musikband „Masters“ (1978–1985), Członkowie: Józef Mazur (Perkusja), Andrzej Mazur (Trąbka), Jan Franik (Gitara prowadząca i wokal), Zygmunt Złotoś (Gitara basowa i wokal), Joachim Brzezina (Organy)

## Wappen
Das Wappen bzw. Siegel zeigt einen nach oben ausgerichteten Pfeil bzw. eine Lanze. In der neuesten Version zeigt es den Pfeil in Schwarz un rot auf goldenem Grund.